# Московский район ПВО
Московский район ПВО — оперативно-стратегическое территориальное объединение Войск ПВО Вооружённых Сил СССР, существовавшее в период с 1948 по 1954 годы, для выполнения задач противовоздушной обороны административных и экономических объектов. Управление района находилось в Москве.

## История организационного строительства

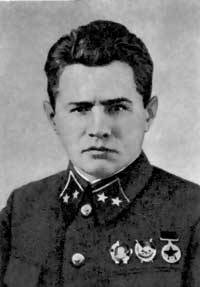
Командующий войсками района Нагорный, Николай Никифорович

Воздушная оборона Москвы ведет своё начало с 25 апреля 1918 года, когда Военным руководителем Московского района был издан Приказ № 01 от 25.04.1918 г., в соответствии с которым образовано Управление воздушной обороны Москвы.
Части, соединения и объединения, выполнявшие задачи ПВО Москвы в зависимости от сложившейся обстановки и решаемых задач имели различные организационные формы:
- Управление воздушной обороны Москвы (с 25.04.1918 г.);
- 1-й отдельный территориально-позиционный зенитный артиллерийский дивизион (1924)
- 31-й отдельный зенитный артиллерийский дивизион (1924—1929);
- 1-я бригада ПВО (с 21.09.1929 г.);
- 1-я дивизия ПВО (с 17.08.1931 г.);
- 1-й корпус ПВО (с 11.01.1938 г.);
- Московская зона ПВО (с июня 1941 г.);
- Московский корпусной район ПВО (27.12.1941 г.)[1] в составе Московского военного округа;
- Московский фронт ПВО (с 5 апреля 1942 года)[2][3]
- Особая Московская армия ПВО (с 29 июня 1943 года)[4];
- Московская группа ПВО Центрального фронта ПВО (с 24 декабря 1945 г.)[5];
- Войска ПВО Москвы Центрального фронта ПВО (с марта 1945 г.)[5];
- Войска ПВО Москвы Центрального округа[6] (с 25 октября 1945 года);
- Войска ПВО Москвы Северо-Западного округа[7] (с 23 мая 1946 года);
- Московский район ПВО[8] (с 14 августа 1948 года);
- Московский округ ПВО[9] (с 20 августа 1954 года);
- Московский округ ВВС и ПВО (с 1998 года);
- Командование специального назначения(с 1 сентября 2002 года);
- Объединённое стратегическое командование воздушно-космической обороны (с 1 июля 2009 года);
- Командование противовоздушной и противоракетной обороны (с 1 декабря 2011 года);
- 1-я армия противовоздушной и противоракетной обороны (с 2015 года).

## Формирование округа
Московский район ПВО сформирован 14 августа 1948 года на основании Директивы Генерального штаба Вооруженных Сил СССР на базе частей и соединений Северо-Западного округа.

## История
Высокое лётное мастерство крылатые защитники столицы не раз показывали на тактических учениях и воздушных парадах. В 1954 году в День Воздушного Флота СССР чётки строй в составе 100 реактивных истребителей прошёл под восторженные аплодисменты над полем Тушинского аэродрома. Его возглавлял Герой Советского Союза полковник Пепеляев Евгений Георгиевич. В этом же году у истребителя военного лётчика второго класса капитана Валентина Константиновича Федухин на высотке 12 тыс. м на значительном удалении от аэродрома начали падать обороты, а затем двигатель вовсе остановился. Самолёт начал стремительно падать. Командный пункт приказал катапультироваться, но Федухин не мог бросить дорогостоящую машину и продолжил попытки бороться за спасение самолёта. Произведя точные расчёты, лётчик благополучно приземлился.

## Переформирование района
Приказом министра обороны СССР от 20 августа 1954 года Московский район ПВО переформирован в Московский округ ПВО.

## Командование округом[10]

### Командующие
- Герой Советского Союза генерал-полковник Москаленко К. С., с 14.08.1948 г.;
- генерал-полковник Нагорный Н. Н., с июля 1953 года;
- Герой Советского Союза генерал-полковник Галицкий К. Н., с конца 1953 года.

### Начальник штаба
- генерал-майор Батицкий Павел Фёдорович с 14 августа 1948 г.

### Член Военного совета
- генерал-майор Матвеев Дмитрий Тимофеевич с 14 августа 1948 г.;
- генерал-майор артиллерии Чернышев Михаил Петрович с июля 1950 г.

### Начальник политического управления округа
- генерал-майор Глазунов Владимир Никитич с 14 августа 1948 г.

Первым начальником радиотехническими войсками района был полковник Глазер Лев Исаакович, которого затем сменили Захаров Н.А., Захаров А.И. и Волков И.Е. Большую помощь командирам частей оказывали офицеры радиотехнических войск района, одним из них был Береговой Михаил Тимофеевич, который впоследствии стал начальником радиотехнических войск округа, а затем и войск ПВО страны.

## Боевой состав Московского района ПВО
- 64-я воздушная истребительная армия ПВО:
  - 37-й истребительный авиационный корпус ПВО (г. Моршанск Тамбовской области, три иад трехполкового состава);
    - 309-я истребительная авиационная дивизия ПВО:
      - 162-й истребительный авиационный полк ПВО (01.11.1958 г. убыл в 297-ю иад 88-го иак ПВО);
      - 49-й истребительный авиационный полк ПВО

  - 56-й истребительный авиационный корпус ПВО (г. Ярославль, три иад трехполкового состава);
    - 94-я истребительная авиационная дивизия ПВО
      - 181-й гвардейский истребительный авиационный полк ПВО (с 01.03.1952 г., из 15-й гв. иад, 14.02.1958 г. передан в 133-ю иад);

    - 133-я истребительная авиационная дивизия ПВО (с 13.09.1953 г., прибыла из Кореи, г. Кострома, расформирована 15.04.1960 г.):
      - 181-й гвардейский истребительный авиационный полк ПВО (аэр. Секерино, Кострома, 14.02.1958 г. передан из 94-й иад, 22.04.1960 г. расформирован);
      - 147-й гвардейский истребительный авиационный полк ПВО (с 13.09.1953 г. по 15.04.1960 г., расформирован вместе с дивизией)

    - 303-я истребительная авиационная дивизия ПВО (с 10.02.1949 по 01.06.1950 г.):
      - 18-й гвардейский истребительный авиационный полк (Ярославль — Дятьково);
      - 523-й истребительный авиационный полк (Кострома, Сокерино);
      - 177-й истребительный авиационный полк (с 10.02.1949 по 07.07.1950 г.);

    - 151-я гвардейская истребительная Валдайская Краснознаменная ордена Кутузова авиационная дивизия ПВО (1952 −08.1954):
      - 28-й гвардейский истребительный авиационный полк ПВО (Мигалово, до 01.09.1956 г.);
      - 72-й гвардейский истребительный авиационный полк ПВО (Борки, до 01.08.1956 г.);
      - 287-й истребительный авиационный полк ПВО (сформирован, с 1951 г., Бесовец, Клин, по 1958 г., передан в 186-ю иад ПВО)

  - 78-й истребительный авиационный корпус ПВО (г. Брянск, три иад трехполкового состава);
    - 3-я гвардейская истребительная Брянская Краснознаменная ордена Суворова авиационная дивизия ПВО (с 20.02.1949 г. 98-я гвардейская истребительная Брянская Краснознаменная ордена Суворова авиационная дивизия ПВО);
      - 28-й истребительный авиационный полк ПВО (с 01.05.1949 г., Кричев Могилевская область)
      - 441-й истребительный авиационный полк ПВО (Брянск);
      - 641-й гвардейский истребительный Виленский ордена Кутузова авиационный полк ПВО (Смоленск);
      - 176-й гвардейский истребительный авиационный Проскуровский Краснознамённый орденов Кутузова и Александра Невского полк ПВО (с марта 1958 года, передан из 324-й иад после её расформирования)

    - 15-я гвардейская истребительная Сталинградская Краснознаменная ордена Богдана Хмельницкого авиационная дивизия ПВО:
      - 3-й гвардейский истребительный авиационный Ростов-Донский Краснознамённый полк ПВО
      - 472-й истребительный авиационный полк ПВО (с 01.03.1952 г., Орел, Курск);
      - 178-й истребительный авиационный полк ПВО (передан 01.03.1958 г.из 324-й иад);

    - 324-я истребительная авиационная дивизия ПВО (с 01.04.1952 г. по март 1958 г., расформирована);
      - 176-й гвардейский истребительный авиационный Проскуровский Краснознамённый орденов Кутузова и Александра Невского полк ПВО;
      - 178-й истребительный авиационный полк ПВО (передан в 15-ю гв. иад);
      - 196-й истребительный авиационный полк ПВО (расформирован вместе с дивизией 24.03.1958 г.[11]);

  - 88-й истребительный авиационный корпус ПВО (г. Москва), три иад трехполкового состава):
    - 129-я истребительная Кенигсбергская ордена Кутузова авиационная дивизия ПВО:
      - 611-й истребительный авиационный полк ПВО (Бежецк-Дорохово, передан в состав 3-го корпуса ПВО);
      - 790-й истребительный авиационный полк ПВО (Хотилово, передан в состав 2-го корпуса ПВО);
      - 805-й истребительный авиационный полк ПВО (Хотилово, передан в состав 2-го корпуса ПВО);

    - 297-я истребительная авиационная дивизия ПВО (г. Смоленск):
      - 108-й истребительный авиационный полк ПВО (г. Смоленск, аэр. Смоленск-Северный, сформирован в дивизии 01.11.1951 г., расформирован 01.11.1958 г.)
      - 401-й истребительный авиационный полк ПВО (г. Смоленск, аэр. Смоленск-Северный);
      - 304-й истребительный авиационный полк ПВО (г. Вязьма, 15.04.1960 г. расформирован);
      - 162-й истребительный авиационный полк ПВО (с 01.11.1958 г. прибыл из 309-й иад 37-го иак ПВО, расформирован 05.10.1959 г.);

    - 133-я истребительная авиационная дивизия ПВО (вновь сформированная, 05.05.1952 г. убыла в 64-й иак):
      - 139-й гвардейский истребительный авиационный полк ПВО (17.02.1950 — 01.07.1950 г., передан в 151-ю гв. иад);
      - 147-й гвардейский истребительный авиационный полк ПВО (17.02.1950 — 28.03.1952);

    - 17-я истребительная авиационная дивизия ПВО (вновь сформированная, 01.02.1950 г., г. Калинин, расформирована 05.1960 г.)
      - 23-й истребительный авиационный полк ПВО (Ржев);
      - 445-й истребительный авиационный полк ПВО (Ржев);
      - 28-й гвардейский истребительный авиационный полк ПВО (Мигалово, с 01.09.1956 г.)

    - 151-я гвардейская истребительная Валдайская Краснознаменная ордена Кутузова авиационная дивизия ПВО (10.1949 — 06.1950, 11.1951 — 1952, 08.1954 — 05.1958, расформирована):
      - 28-й гвардейский истребительный авиационный полк ПВО (Мигалово, до 01.09.1956 г.);
      - 72-й гвардейский истребительный авиационный полк ПВО (Борки, до 01.08.1956 г.);
      - 57-й гвардейский истребительный авиационный полк ПВО (Клин, до 01.07.1950 г.);
      - 139-й гвардейский истребительный авиационный полк ПВО (01.07.1950 — 01.10.1950 г., передан в 28-ю иад ПВО);
      - 287-й истребительный авиационный полк ПВО (сформирован, с 1951 г., Бесовец, Клин, по 1958 г., передан в 186-ю иад ПВО)
- 2-я зенитная прожекторная дивизия;
- 3-я зенитная прожекторная дивизия;
- 1-я гвардейская зенитная артиллерийская дивизия;
- 74-я зенитная артиллерийская дивизия;
- 76-я зенитная артиллерийская дивизия;
- 80-я зенитная артиллерийская дивизия;
- 96-я зенитная артиллерийская дивизия;
- 1287-й зенитный артиллерийский полк;
- 1306-й зенитный артиллерийский полк;
- 1326-й зенитный артиллерийский полк;
- 1329-й зенитный артиллерийский полк;
- 1383-й зенитный артиллерийский полк;
- 33-й зенитный артиллерийский дивизион;
- 17-й отдельный дивизион аэростатов заграждения;
- 3-й полк ВНОС;
- 6-й полк ВНОС;
- 14 радиотехнический полк ВНОС;
- восемь ортб ВНОС;
- 98-й полк связи.

С 1950 года решением Правительства СССР началось создание системы зенитной реактивной (в последующем зенитно-ракетной) обороны Москвы С-25 «Беркут». Головной организацией было назначено Конструкторское бюро (КБ-1) Министерства вооружения СССР. Основой системы являлись зенитные ракетные комплексы, располагавшиеся вокруг Москвы в два эшелона (44 зрк в первом эшелоне и 22 зрк во втором эшелоне). Они образовывали сплошную круговую зону поражения с глубиной более 100 километров и досягаемости по высоте около 20 километров.